# Fire Control Radar
Il Fire Control Radar è un radar specifico addetto al controllo del tiro su un mezzo militare terrestre, aereo o navale. Le informazioni fornite da un sistema del genere sono l'azimuth, l'altezza, la distanza e la velocità del potenziale bersaglio per calcolare la cosiddetta soluzione di tiro. Alcuni radar sono in grado di ingaggiare contemporaneamente più bersagli, e dirigere ad esempio missili su più di un bersaglio in modo indipendente e contemporaneo, e distrutto o perso uno di essi, cambiare puntamento in modo più o meno automatico, come ad esempio il sistema Aegis.